# Matty de Bruijne
Matthijs (Matty) de Bruijne  (Vlaardingen, 2 oktober 1932 – Nijmegen, 29 mei 1991) was een Nederlands bestuurder en politicus. Van 1983 tot 1991 was hij commissaris van de Koningin in de provincie Gelderland.
De Bruijne was een arbeidzame liberaal met technische opleiding, wars van publiciteit en bestuurlijk stuntwerk, die door zijn brede kennis van zaken waardering genoot als een gedegen no-nonsense provinciebestuurder. Hij was een krachtig pleitbezorger van het referendum. De Bruijne bezocht als commissaris van de Koningin niet de gemeenteraden, maar de colleges van B & W.
- Biografisch Portaal: 35079257
- Parlement.com: vg09llz91jzp